# جمعية الصدر البريطانية
جمعية الصدر البريطانية (بالإنجليزية: British Thoracic Society)‏ من اندماج اتحاد الصدر البريطانية وجمعية الصدر، وهي منظمة خيرية مسجلة وشركة خاصة محدودة الضمان.